# Museo Arqueológico de Delos
El Museo Arqueológico de Delos es un museo de Grecia ubicado en la isla de Delos, perteneciente al archipiélago de las Cícladas. 
Fue construido en 1904 por iniciativa de la Sociedad Arqueológica de Atenas. En 1931 y 1972 se amplió con nuevas salas. En el año 2015 se puso en marcha un proyecto para la renovación del museo arqueológico de Delos que concluyó con su inauguración en 2024.

## Colecciones
El museo contiene una colección de piezas arqueológicas procedentes de la isla. La mayoría de las salas albergan esculturas y relieves de gran calidad. Dos de las salas exhiben piezas de cerámica de periodos comprendidos entre la prehistoria y el periodo helenístico tardío. Por otra parte se encuentran objetos de la vida cotidiana de los habitantes de la isla como figurillas y joyas. También hay mosaicos del periodo helenístico. Entre las piezas más emblemáticas del museo figuran las estatuas de los famosos leones de Delos, del periodo arcaico, y una estatua de Cayo Ofelio Fero, un comerciante de época romana.
| |
| Placa de marfil del periodo micénico con la representación de un grifo alado y un león con serpientes. |

|                                                                             |
| Ánfora con la representación de una chica con pendientes, del 620-600 a. C. |

|                                                                          |
| Estatua del rapto de Oritía por Bóreas (último cuarto del siglo V a. C.) |

|                                          |
| Relieve de bronce de Artemisa, 210 a. C. |

|                                                   |
| Estatua de Artemisa con un ciervo, siglo II a. C. |

|                                          |
| Mosaico realizado hacia el año 100 a. C. |

|                                                          |
| Uno de los famosos leones de Delos, de la época arcaica. |

|                                               |
| Estatua de Cayo Ofelio Fero, de época romana. |